# 施皮格尔贝格
施皮格尔贝尔格是德国巴登-符腾堡州的一个市镇。总面积28.22平方公里，总人口2125人，其中男性1109人，女性1016人（2011年12月31日），人口密度75人/平方公里。